# Битва при Кутанде
Битва при Кутанде (исп. Batalla de Cutanda) — одно из сражений эпохи Реконкисты, состоявшееся в районе города Кутанда (около Теруэля) 17 июня 1120 года между арагонской армией короля Альфонсо I, поддержанного Гильомом IX, герцогом Аквитании, и войском Альморавидов. Результатом сражения стала победа христиан.

## Ход битвы
После захвата Сарагосы в 1118 году энергичный Альфонсо I стал расширять свои владения за счет мусульманских территорий. В 1119 году он восстановил заброшенный город Сория и заселил регион, а в 1120 году осадил Калатаюд.
В это время Альфонсо узнал, что альморавиды идут к Сарагосе, чтобы попытаться вернуть её, с мощной армией, набранной зимой 1119 года в Молина-де-Арагон, Лериде, Мурсии, Гранаде, Валенсии и Севилье. Во главе армии встал Ибрагим ибн Юсуф, тогдашний наместник (каид) Севильи.
Мусульманская армия двигалась, по данным историка Марии Хесус Вигеры, вверх по долине реки Хилока к Каламоче. По данным Антонио Убьето Артеты, она следовала через Пералес-дель-Альфамбра и Порталрубио. Так или иначе, король Арагона двинулся навстречу мусульманам. В последовавшем в районе города Кутанда сражении христиане разбили армию альморавидов в решительной схватке.
Сражение при Кутанде стало одной из самых важных побед Альфонсо I. Мусульманские источники были не в состоянии признать разгромное поражение и тяжелые потери на поле боя. На стратегическом уровне катастрофа у Кутанды уничтожила надежды на возвращение мусульманами Сарагосы, а арагонский король следом захватил твердыни Калатаюд и Дарока.
Битва стала популярной в устной традиции: у мусульман появилось выражение «хуже, чем Кутанда», со смыслом «хуже некуда».